# Mikhaïl Joukov
Pour les articles homonymes, voir Joukov (homonymie).
Mikhaïl Nikolaïevitch Joukov (Михаи́л Никола́евич Жу́ков) (né le 1er/14 janvier 1901 à Moscou et mort le 8 novembre 1960 à Moscou) est un chef d'orchestre et compositeur soviétique nommé artiste honoré de la RSFSR en 1941 et lauréat du Prix Staline de seconde classe (1950).

## Biographie
Мikhaïl Joukov termine l'école de musique chorale (chapelle populaire) de Moscou en 1918 dans la classe de Nikolaï Golovanov. En 1928-1932 et en 1935-1941, il est chef d'orchestre du théâtre musical de Moscou (chef d'orchestre principal à partir de 1941). En 1944-1946, il est chef d'orchestre au théâtre d'opérette de Moscou, puis à partir de 1946 chef d'orchestre et à partir de 1948 chef d'orchestre principal du théâtre d'État d'opéra et de ballet de la République socialiste soviétique de Lettonie à Riga. En 1951-1957, il est chef d'orchestre au théâtre Bolchoï de Moscou. 
Mikhaïl Joukov meurt le 8 novembre 1960. Il est enterré au cimetière de Novodievitchi de Moscou (5e division).

## Carrière artistique

### Compositions d'opéras
- Le Triomphe (1924)
- Le Taon (1928)
- L'Orage (1941)

### Représentations d'opéras
- 1940: Semion Kotko de Prokofiev (première mondiale)
- 1949: La Légende de la ville invisible de Kitège et de la demoiselle Fevronia de Rimski-Korsakov
- 1949: Boris Godounov de Moussorgski
- 1952: La Foire de Sorotchintsy de Moussorgski et Cui
- 1953: Le Démon de Rubinstein
- 1957: Werther de  Massenet

### Discographie
- Le premler enregistrement de l'opéra de Prokofiev, Semion Kotko, a été réalisé par Joukov à la direction de l'orchestre symphonique de la radio de Moscou.